# Bobowate

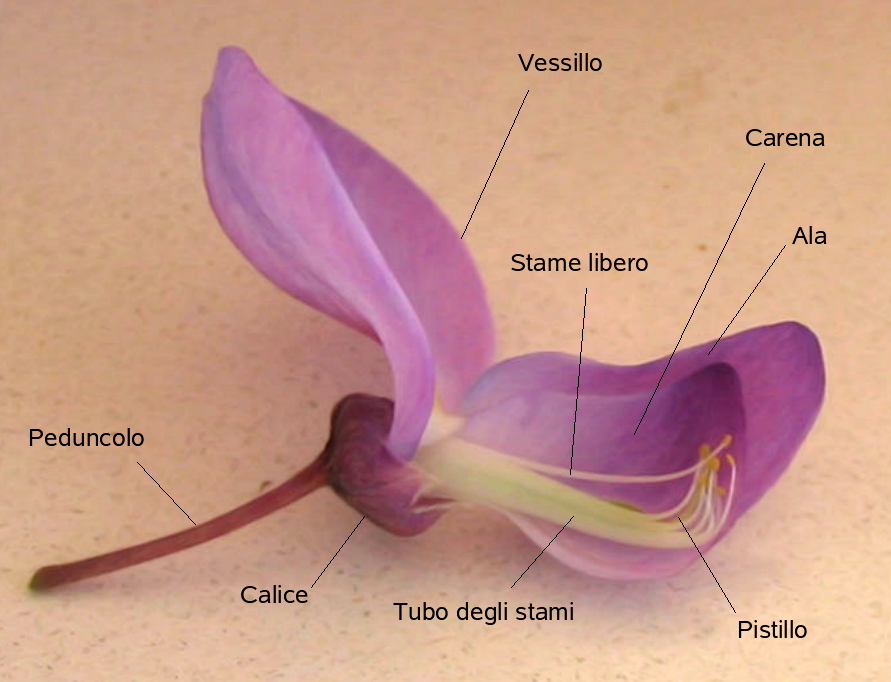
Budowa kwiatu

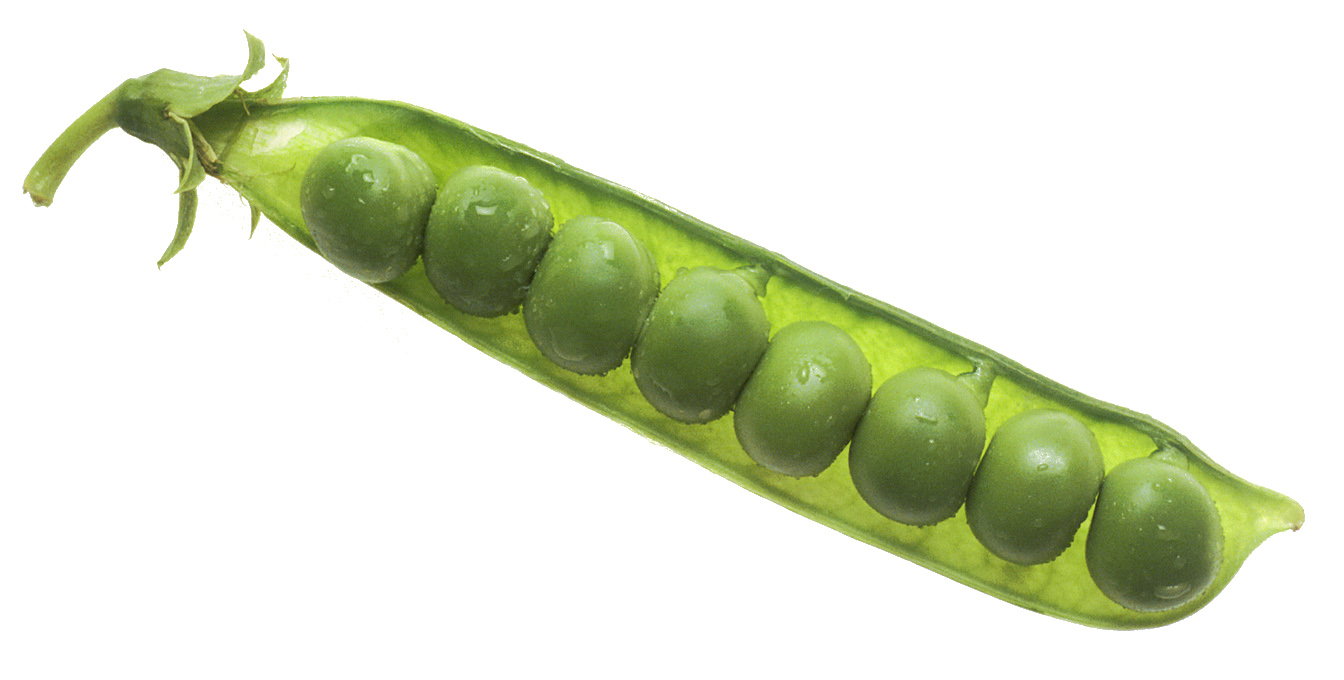
Owoc – strąk grochu

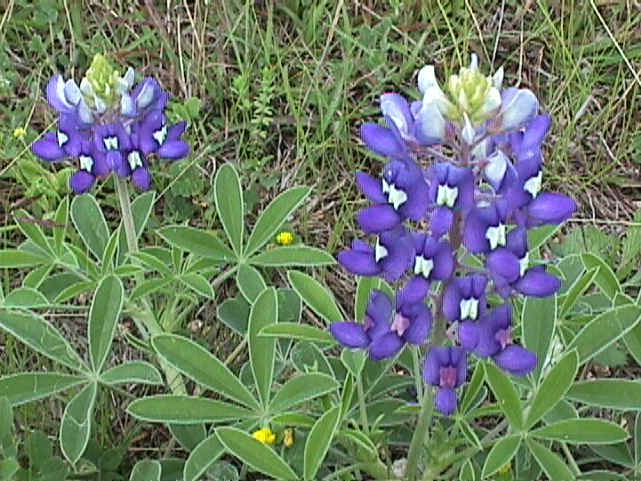
Łubin

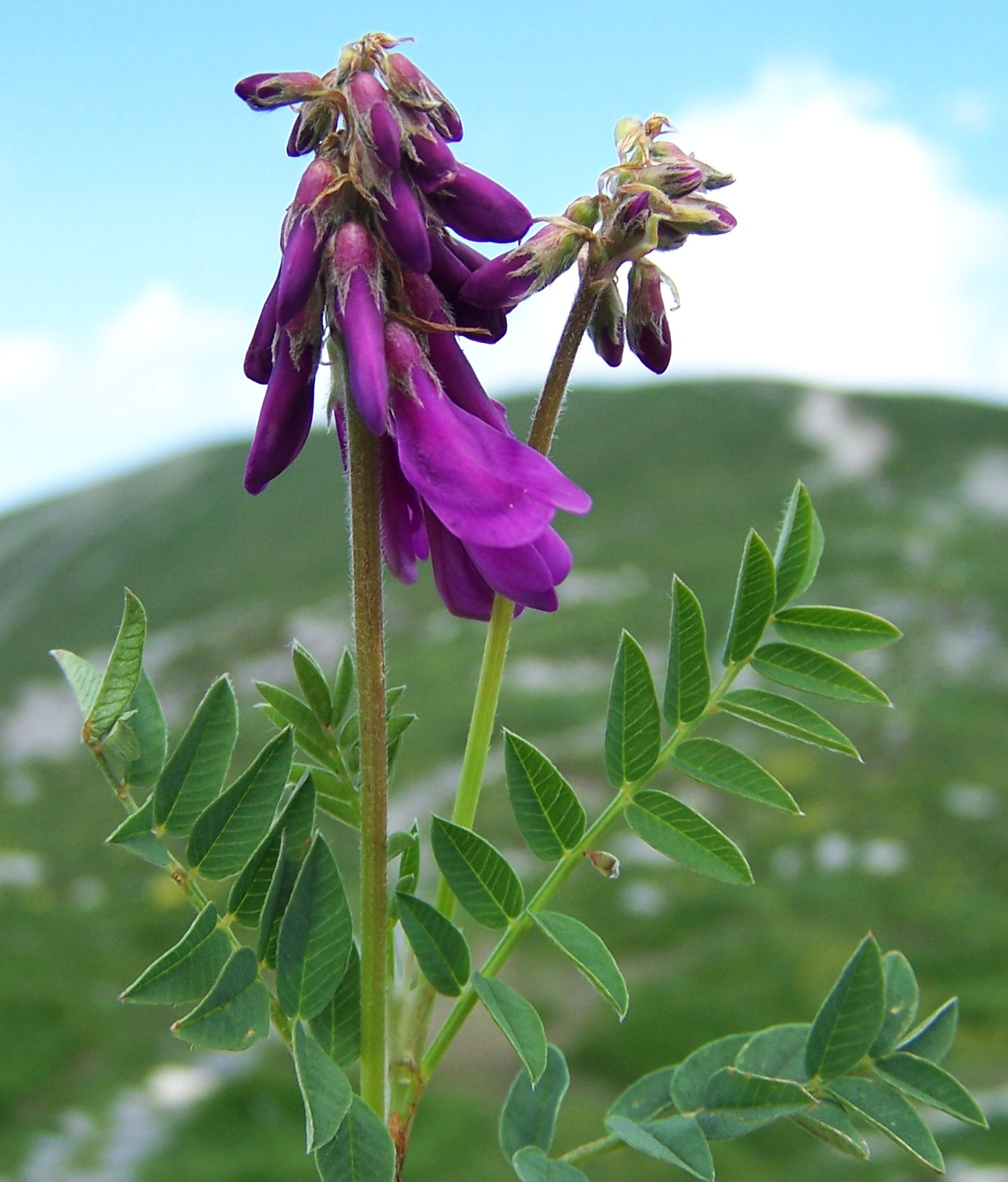
Siekiernica górska

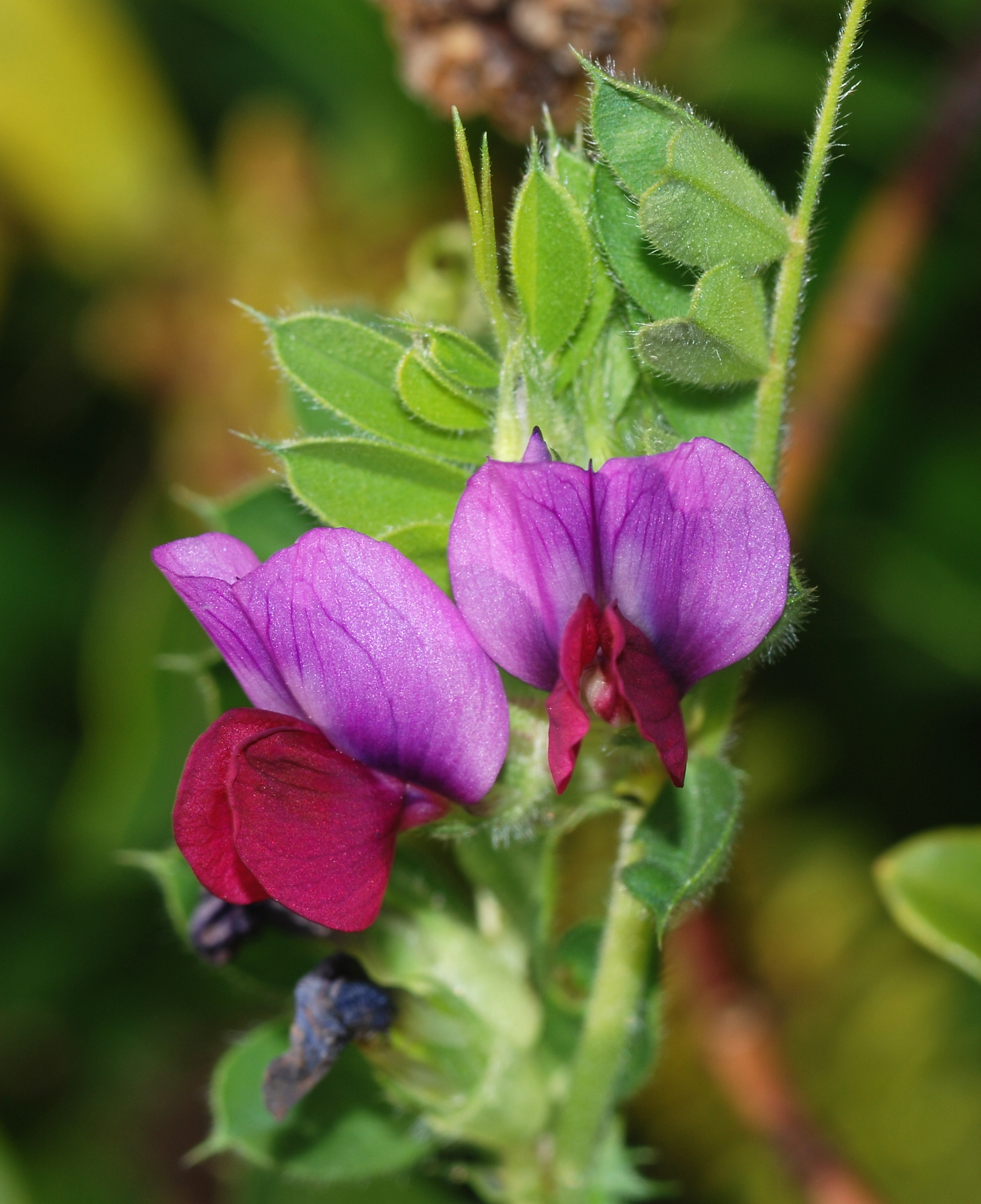
Kwiatostan wyki siewnej

Bobowate, motylkowate (Fabaceae Lindl., Papilionaceae Giseke) – rodzina roślin należąca do rzędu bobowców (Fabales Bromhead). Obejmuje 766 rodzajów i ok. 19,6 tys. gatunków. Obejmuje w tropikach często rośliny drzewiaste, w klimacie umiarkowanym – głównie rośliny zielne. Występują w rozmaitych siedliskach, z wyjątkiem wodnych. Symbioza z bakteriami brodawkowymi wielu przedstawicieli umożliwia wykorzystanie azotu atmosferycznego. Mimo wielkiego zróżnicowania taksonomicznego cechują się zbliżoną budową kwiatów (zwanych motylkowymi), jednym typem owocu – strąkiem, liśćmi złożonymi wspartymi przylistkami. 
Ogromna liczba gatunków ma duże znaczenie ekonomiczne dostarczając drewna, pożywienia i paszy, wykorzystywane są także jako m.in. rośliny lecznicze, kosmetyczne, włókniste, miododajne. Jako rośliny jadalne dla człowieka ustępują znaczeniem tylko trawom (zboża). Jadalnych jest co najmniej 4800 gatunków z tej rodziny.

## Rozmieszczenie geograficzne
Zasięg rodziny obejmuje wszystkie kontynenty poza Antarktydą. Rośliny drzewiaste występują niemal wyłącznie w strefie międzyzwrotnikowej, poza tym na cieplejszych obszarach w strefie umiarkowanej, zwłaszcza na półkuli południowej. Rośliny zielne występują głównie w strefach umiarkowanych i najbardziej zróżnicowane są w obszarach o klimacie śródziemnomorskim – z łagodnymi zimami i suchymi latami. Najszerszy zasięg, pokrywający się z zasięgiem rodziny, ma podrodzina Faboideae. Brezylkowe Caesalpinioideae występują w całej strefie międzyzwrotnikowej, umiarkowanej na półkuli południowej (bez południowych krańców Ameryki Południowej) oraz w cieplejszym klimacie umiarkowanym na półkuli północnej (brak ich w północnej części Ameryki Północnej i Azji oraz w Europie). Pozostałe, bardziej bazalne podrodziny występują tylko w strefie tropikalnej i subtropikalnej, rzadko (Cercidoideae) z przedstawicielami w cieplejszym klimacie umiarkowanym.
Do polskiej flory należy ok. 100 gatunków z tej rodziny.
Rodzaje we florze Polski (dziko rosnące, dziczejące i częściej uprawiane)
- Amorpha – amorfa
- Antyllis – przelot
- Astragalus – traganek
- Caragana – karagana
- Chamaecytisus – szczodrzeniec
- Cicer – ciecierzyca
- Colutea – moszenki, truszczelina
- Coronilla – cieciorka
- Cytisus – w tym: żarnowiec Sarothamnus, szczodrzyk Lembotropis
- Dorycnium – szyplin
- Galega – rutwica
- Genista – janowiec, w tym janowczyk Genistella
- Gleditschia – glediczja
- Glycyrrhiza – lukrecja
- Glycine – soja
- Gymnocladus – kłęk
- Hedysarum – siekiernica
- Hippocrepis – konikleca
- Laburnum – złotokap
- Lathyrus – groszek
- Lens – soczewica
- Lotus – komonica, w tym: komonicznik Tetragonolobus
- Lupinus – łubin
- Medicago – lucerna
- Melilotus – nostrzyk
- Onobrychis – sparceta
- Ononis – wilżyna
- Ornithopus – seradela
- Oxytropis – ostrołódka
- Phaseolus – fasola
- Pisum – groch
- Robinia – robinia
- Securigera – topornica
- Trifolium – koniczyna
- Trigonella – kozieradka
- Ulex – kolcolist
- Vicia – wyka
- Wisteria – glicynia, słodlin

## Morfologia
PokrójRośliny drzewiaste (drzewa i krzewy) oraz rośliny zielne (byliny i roczne), często pnącza. Pędy prosto wzniesione lub podpierające się, w tym także za pomocą cierni, lub wspinające się za pomocą wąsów czepnych. Korzenie często z brodawkami korzeniowymi.
LiścieZwykle skrętoległe, rzadziej naprzeciwległe i okółkowe. Często obecne są przylistki, nierzadko przekształcone w ciernie. Liście zwykle są ogonkowe, pojedynczo lub podwójnie pierzasto złożone, zarówno nieparzystopierzaście złożone (np. robinia akacjowa), jak i parzystopierzaście złożone (np. karagana), także dłoniaste (np. łubin) lub trójlistkowe (np. koniczyna); występują też liście pojedyncze, ale wówczas w wyniku redukcji liczby listków liścia złożonego, oraz liściaki.
KwiatyZwykle skupione w kwiatostany typu: grono, baldachogrono, kłos, główka i wiecha, czasem wyrastające pojedynczo lub w grupie kilku w kątach liści. Kwiaty są obupłciowe, rzadziej jednopłciowe, promieniste i mniej lub bardziej grzbieciste. Kielich składa się z zwykle z 5 działek wolnych lub zrośniętych w rurkę, czasem dwuwargową, bywa też mniej lub bardziej zredukowany. Płatków korony jest zwykle tyle ile działek, rzadko jest ich mniej lub całkiem brak. Zwykle są jednak okazałe, a u bobowatych właściwych (motylkowych) Faboideae tworzą tzw. kwiaty motylkowe o charakterystycznej budowie. Kwiaty te są grzbieciste, ich płatki ustawione w układzie zstępującym (tzn. płatek górny nachodzi na boczne, a te z kolei na dwa dolne) nadają „motylkowaty” pokrój kwiatu. Płatki różnią się od siebie – płatek górny jest największy i jest nazywany żagielkiem, dwa boczne płatki ze względu na ich kształt są nazywane wiosełkami lub skrzydełkami, a dwa dolne, często zrośnięte wzdłuż dolnych brzegów, tworzą łódeczkę. Pręcików jest zwykle 10, rzadziej jest ich mniej lub więcej (zwłaszcza w grupie mimozowych Mimosoideae). Nitki są wolne lub zrastają się ze sobą i tworzą zamkniętą lub otwartą rynienkę. Budowa słupka w obrębie rodziny jest dość jednolita – jest górny i składa się z pojedynczego owocolistka, rzadko są one dwa lub jest ich kilka wolnych. Zalążnia jest jednokomorowa lub podzielona przegrodami (przewęzista).
OwoceStrąki, suche, wielonasienne, pękające dwoma szwami lub tylko jednym. Odmianą tego owocu jest strąk przewęzisty rozpadający się na jednonasienne fragmenty (np. seradela) lub jednonasienny niepękający owoc – orzeszek (np. koniczyna). Czasem owoce są oskrzydlone.

## Systematyka
Rodzina bywała w przeszłości wąsko ujmowana (jako bobowate Fabaceae sensu stricto) z odrębnie wyróżnianymi spokrewnionymi rodzinami mimozowatych (Mimosaceae) i brezylkowatych (Caesalpiniaceae). Taki podział obecny był jeszcze w systemie Reveala z lat 1993–1999. Czasem wymienione rodziny traktowano jako podrodziny. W miarę poznawania złożonej filogenezy tej grupy roślin okazało się, że bobowate (Fabaceae sensu lato) dzielą się na siedem-osiem głównych linii rozwojowych i dlatego rodzina obecnie definiowana jest szeroko, a poszczególne klady mają rangę taksonomiczną podrodzin, plemion lub określane są po prostu mianem grupy. 
Pozycja rodziny według APweb (aktualizowany system APG IV z 2016)
|  | bobowate Fabaceae                                                                        |
|  |                                                                                          |
|  | \| \| krzyżownicowate Polygalaceae \| \| \| \| \| \| zabłędowate Surianaceae \| \| \| \| |
|  |                                                                                          |
|  | krzyżownicowate Polygalaceae                                                             |
|  |                                                                                          |
|  | zabłędowate Surianaceae                                                                  |
|  |                                                                                          |

|  | krzyżownicowate Polygalaceae |
|  |                              |
|  | zabłędowate Surianaceae      |
|  |                              |

|  | bobowate Fabaceae                                                                        |
|  |                                                                                          |
|  | \| \| krzyżownicowate Polygalaceae \| \| \| \| \| \| zabłędowate Surianaceae \| \| \| \| |
|  |                                                                                          |
|  | krzyżownicowate Polygalaceae                                                             |
|  |                                                                                          |
|  | zabłędowate Surianaceae                                                                  |
|  |                                                                                          |

|  | krzyżownicowate Polygalaceae |
|  |                              |
|  | zabłędowate Surianaceae      |
|  |                              |

Podział rodziny
W obrębie rodziny tradycyjnie wyróżniano trzy grupy w randze podrodzin lub nawet wynoszone do rangi osobnych rodzin: brezylkowe Caesalpinioideae, mimozowe Mimosoideae i motylkowe (bobowate właściwe) Faboideae (=Papilionoideae). Analizy molekularne ujawniły, że brezylkowate stanowią w tradycyjnym ujęciu takson polifiletyczny. Na początku XXI wieku potwierdzono, że należące do podrodziny brezylkowych plemiona  Cercideae (4–12 rodzajów) i Detarieae (ok. 81 rodzajów) stanowią klady bazalne rodziny. Izolowaną pozycję systematyczną zajmuje monotypowy rodzaj Duparquetia z pochodzącym z zachodniej Afryki gatunkiem D. orchidacea. W 2017 roku ustalono klasyfikację rodziny wyodrębniając 6 podrodzin, podnosząc do tej rangi część plemion brezylkowych i umieszczono z kolei w tej podrodzinie zagnieżdżone w niej mimozowe. Klasyfikacja uwzględniająca znane relacje filogenetyczne w obrębie rodziny przedstawia się następująco:
|  | Detarioideae |
|  |              |
|  | Cercidoideae |
|  |              |

|  | Dialioideae                                                                                     |
|  |                                                                                                 |
|  | \| \| Faboideae – bobowate właściwe \| \| \| \| \| \| Caesalpinioideae – brezylkowe \| \| \| \| |
|  |                                                                                                 |
|  | Faboideae – bobowate właściwe                                                                   |
|  |                                                                                                 |
|  | Caesalpinioideae – brezylkowe                                                                   |
|  |                                                                                                 |

|  | Faboideae – bobowate właściwe |
|  |                               |
|  | Caesalpinioideae – brezylkowe |
|  |                               |

|  | Dialioideae                                                                                     |
|  |                                                                                                 |
|  | \| \| Faboideae – bobowate właściwe \| \| \| \| \| \| Caesalpinioideae – brezylkowe \| \| \| \| |
|  |                                                                                                 |
|  | Faboideae – bobowate właściwe                                                                   |
|  |                                                                                                 |
|  | Caesalpinioideae – brezylkowe                                                                   |
|  |                                                                                                 |

|  | Faboideae – bobowate właściwe |
|  |                               |
|  | Caesalpinioideae – brezylkowe |
|  |                               |

|  | Detarioideae |
|  |              |
|  | Cercidoideae |
|  |              |

|  | Dialioideae                                                                                     |
|  |                                                                                                 |
|  | \| \| Faboideae – bobowate właściwe \| \| \| \| \| \| Caesalpinioideae – brezylkowe \| \| \| \| |
|  |                                                                                                 |
|  | Faboideae – bobowate właściwe                                                                   |
|  |                                                                                                 |
|  | Caesalpinioideae – brezylkowe                                                                   |
|  |                                                                                                 |

|  | Faboideae – bobowate właściwe |
|  |                               |
|  | Caesalpinioideae – brezylkowe |
|  |                               |

|  | Dialioideae                                                                                     |
|  |                                                                                                 |
|  | \| \| Faboideae – bobowate właściwe \| \| \| \| \| \| Caesalpinioideae – brezylkowe \| \| \| \| |
|  |                                                                                                 |
|  | Faboideae – bobowate właściwe                                                                   |
|  |                                                                                                 |
|  | Caesalpinioideae – brezylkowe                                                                   |
|  |                                                                                                 |

|  | Faboideae – bobowate właściwe |
|  |                               |
|  | Caesalpinioideae – brezylkowe |
|  |                               |

## Zastosowanie
Rodzina o bardzo dużym znaczeniu użytkowym dla człowieka.
- Rośliny pastewne – np. koniczyna, lucerna, seradela.
- Rośliny spożywcze – nasiona roślin strączkowych są źródłem cennego białka (fasola, groch, soczewica, soja).
- Nawozy zielone – po przyoraniu wzbogacają glebę w azot.
- Rośliny oleiste – np. soja, orzacha podziemna.
- Rośliny ozdobne – np. złotokap, glicynia, karagana, glediczja.
- Dostarczają cennego drewna, gum i garbników np. robinia.
- Rośliny lecznicze – np. lukrecja, nostrzyk.